# Semiothisa variegata
Semiothisa variegata là một loài bướm đêm trong họ Geometridae.